# Vårtmåra
Vårtmåra (Galium verrucosum) är en måreväxtart som beskrevs av William Hudson. Enligt Catalogue of Life ingår Vårtmåra i släktet måror och familjen måreväxter, men enligt Dyntaxa är tillhörigheten istället släktet måror och familjen måreväxter. Arten förekommer tillfälligt i Sverige, men reproducerar sig inte. Inga underarter finns listade i Catalogue of Life.